# Portrait d'Ugolino Martelli
Le Portrait d'Ugolino Martelli est un tableau du peintre italien Agnolo di Cosimo, plus connu sous le nom de Bronzino, exécuté en 1536 ou 1537. Il se trouve à la Gemäldegalerie de Berlin, en Allemagne. Le travail est signé BRONZO FIORENTINO en cartellino sur le bord de la table.

## Description
Ugolino Martelli (1519-1592) était un aristocrate florentin, un humaniste et un linguiste, dont le palais peut être vu au fond de l'image. Un marbre de David de la collection familiale apparaît en arrière-plan. Il a été attribué à l'époque à Donatello, maintenant à Antonio ou Bernardo Rossellino et daté de 1461 ou 1479. La référence la plus ancienne à la sculpture se trouve dans les dossiers confidentiels de Luigi d'Ugolino Martelli (grand-père d'Ugolino), dans un inventaire de ses biens commencé en 1488. Il est actuellement à la National Gallery of Art de Washington. Le David est un symbole traditionnel des libertés florentines, et peut-être une allusion à l'adhésion de Martelli au parti Républicain de la ville.
Sur la table de travail se trouve une copie de l'Iliade d'Homère, en grec, tournée vers le lecteur. Il est ouvert au début du neuvième livre, l'Ambassade d'Achille. Sur un deuxième livre, dont un coin est visible, est inscrit MARO, indiquant le poète Latin Publius Vergilius Maro, mieux connu sous le nom de Virgile. Le bras gauche tient une œuvre de Pietro Bembo, dont les sonnets ont été écrits en langue vernaculaire. Ugolino a donné des conférences sur Bembo et l'avait rencontré en 1539.
Un autre portrait de Ugolino Martelli se trouve à la National Gallery of Art de Washington. Il a été attribué à Pontormo et est maintenant donné à un peintre associé.

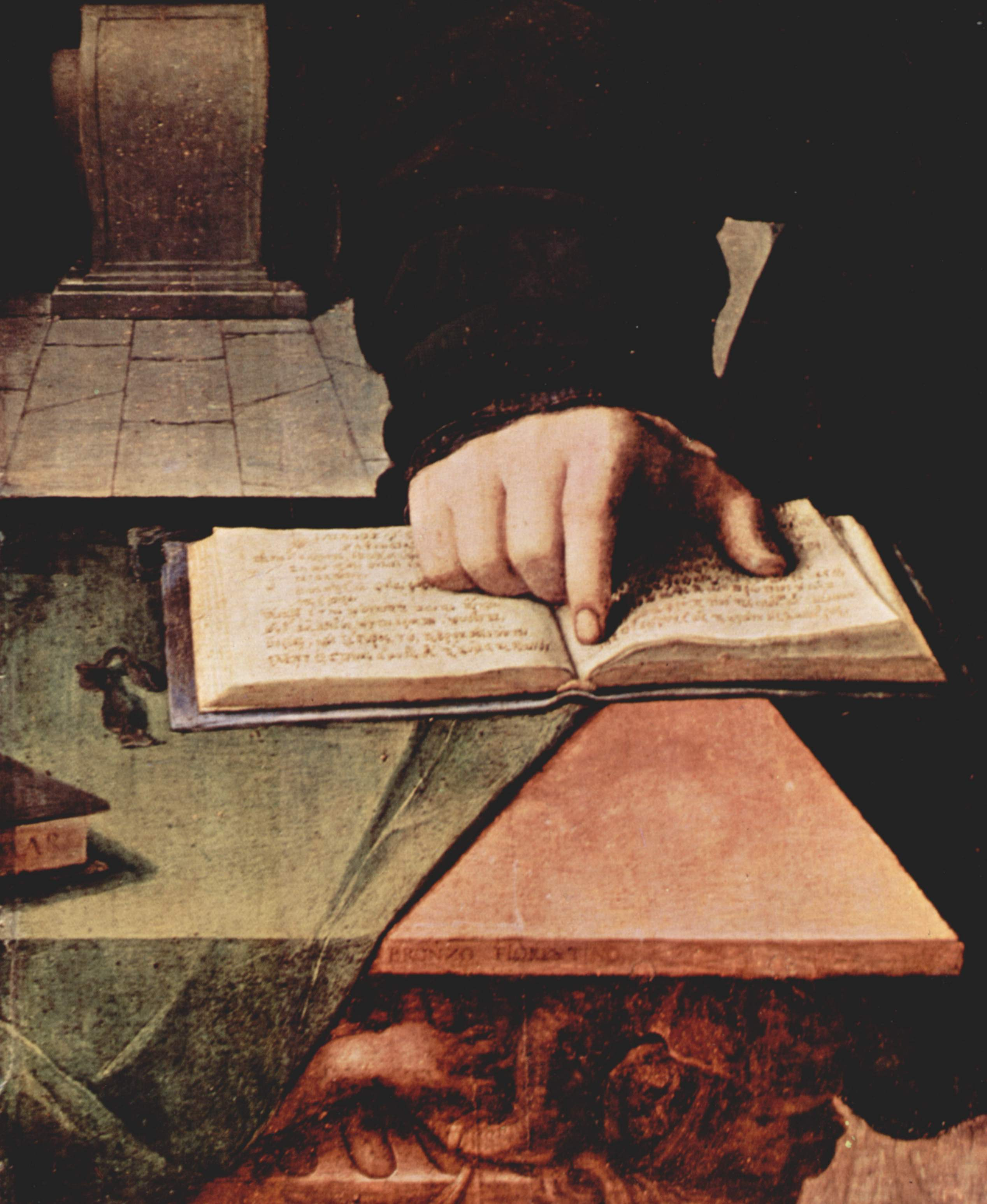
Le cartellino sur le bord de la table.
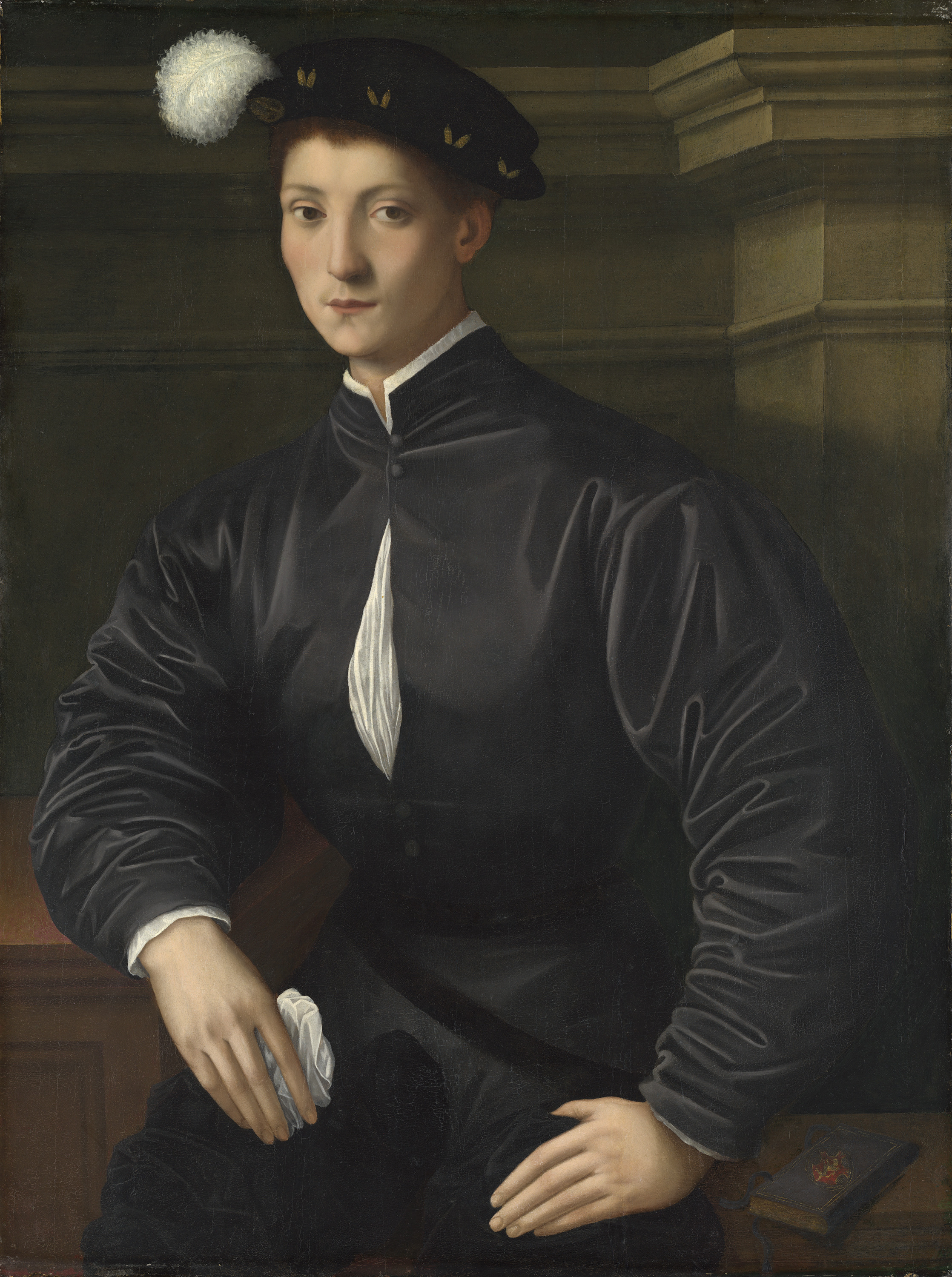
Portrait d'Ugolino Martelli, huile sur panneau, 91,4 × 68 cm, National Gallery of Art de Washington.